# Así cantamos y vacilamos en la vecindad del Chavo
Así Cantamos y Vacilamos en la Vecindad del Chavo, es el segundo álbum de estudio del comediante mexicano Chespirito, lanzado en abril de 1977 por Philips Records en México. Ttodas las canciones fueron compuestas por el mismo comediante y fueron interpretadas por el elenco de actores.
El álbum es considerado una banda sonora de la serie El Chavo del 8, aunque también incluye canciones de El Chapulín Colorado y El Doctor Chapatín. 

## Lanzamiento
Este álbum de estudio fue lanzado en 1977 por el sello La Fontana, para Philips Records siendo distribuido por Polydor.  Fue lanzado como una banda sonora, a raíz del gran éxito que continuaba protagonizando Chespirito con las series El Chavo del Ocho y El Chapulín Colorado. Todas las canciones fueron compuestas por el creador de las series Roberto Gómez Bolaños y fueron interpretadas por él en su rol del Chapulín, de El Chavo y el Doctor Chapatín.

## Producción
A diferencia del disco debut, en esta placa participaron todos los actores que eran protagonistas del programa cómico que era un éxito en toda Latinoamérica. La dirección musical de esta producción estuvo a cargo, nuevamente,  de Jorge Quintero y de Roberto Prais, al igual que en el disco debut. 
La producción fue lanzada en LP. casete, CD y actualmente varias de sus canciones están en formato digital.

## Créditos[2]
- Roberto Gomez Bolaños: Voz de El Chavo, El Chapulín y el Dr. Chapatín y letras.
- Ramón Valdez: Voz en Rondamon.
- Florinda Meza: Voz en Doña Florinda / La Popis.
- Angelines Fernández: Voz en La Bruja Del 71.
- Maria Antonieta De Las Nieves: Voz en La Chilindrina.
- Rubén Aguirre: Voz en El Profesor Jirafales.
- Edgar Vivar: Voz en El Señor Barriga / Ñoño.
- Dirección musical: Jorge Quintero Rodríguez.
- Arreglos: Roberto Prais.
- Arte de tapa: Carlos Diego.

## Lista de canciones
Todas las canciones escritas y compuestas por Chespirito. 
| Canciones |                          |          |  |
| N.º       | Título                   | Duración |  |
| 1.        | «La vecindad del Chavo»  | 3:38     |  |
| 2.        | «Los cursis»             | 4:30     |  |
| 3.        | «Joven aún»              | 2:26     |  |
| 4.        | «Cácaro»                 | 2:08     |  |
| 5.        | «El país de la fantasía» | 3:01     |  |
| 6.        | «No me lo van a creer»   | 3:36     |  |
| 7.        | «Las brujas»             | 3:02     |  |
| 8.        | «Churi Churín Fun Flais» | 3:09     |  |
| 9.        | «Mucha suerte matador»   | 2:29     |  |
| 10.       | «Buenas noches vecindad» | 4:16     |  |
| 32:19     |                          |          |  |